# Meinrad Spenger
Meinrad Spenger (nacido el 7 de mayo de 1975 en Seckau, Austria) es un empresario austriaco, fundador de MÁSMÓVIL y CEO de MásOrange.
En 2006 fue Consejero Delegado de Grupo MasMovil, que cotizaba en el Mercado Alternativo Bursátil (MAB) y pasó al Mercado Continuo español el día 14 de julio de 2017, donde formó parte del IBEX 35 hasta el 14 de septiembre de 2020. En agosto de 2021 se convirtió también en CEO de Euskaltel tras el éxito de la OPA lanzada por Grupo MásMovil.
Desde el 26 de marzo de 2024 es CEO de MásOrange, la joint venture formada por Orange y el Grupo MásMóvil, liderando el operador de telecomunicaciones con mayor número de clientes del mercado español.

## Reseña biográfica

### Vida personal
Nacido en Seckau, creció en la localidad austriaca de Seckau, en la provincia de Estiria, donde sus padres ejercían como maestros. Está casado, tiene dos hijas y vive actualmente en Madrid.

### Vida académica
Estudió Derecho en la Universidad de Graz (Austria) y completó sus estudios en la Universidad de Trieste (Italia). También cursó un MBA en el Instituto de Empresa, en Madrid, y en el centro SDA Bocconi, en Milán.

### Consultor y empresario
Tras concluir el MBA en España, siendo el número 1 de su promoción [cita requerida], trabajó como consultor en McKinsey, en Viena, desde 2001 a 2006, con proyectos en Austria, Alemania, Italia y España. En España vio clara la oportunidad de negocio para una compañía de telefonía móvil alternativa que hiciera frente a las operadoras existentes con precios más bajos y un mejor servicio.
Así es como decidió poner en marcha en 2006 la compañía Grupo MÁSMÓVIL junto a su socio Christian Nyborg. Eligieron el amarillo como color identificativo de una marca diferente y reconocible. En marzo de 2012, la compañía empezó a cotizar en el Mercado Alternativo Bursátil (MAB). En 2014 se unieron a Ibercom y fueron comprando pequeñas compañías como Neo, Quantum Telecom, Xtra Telecom y Embou. Meses más tarde, en 2016, se hizo con Yoigo y Pepephone, lo que convierte a la operadora de Spenger en el Grupo MASMOVIL y en el cuarto operador de telefonía de España. En el año 2017 el Grupo MÁSMÓVIL comunicó la adquisición del operador de telecomunicaciones Llamayá, seguido de la adquisición de Lebara al año siguiente. El 2 de marzo de 2020 adquirió Lycamobile España. Desde el 14 de julio de 2017 el Grupo cotiza en la Bolsa de Madrid, siendo la primera cotizada de la historia en dar el salto desde el MAB al mercado continuo. El 13 de junio de 2019, el Grupo dirigido por Spenger es seleccionado por el Comité Asesor Técnico de los Índices IBEX para incorporarse al índice más importante de la Bolsa española IBEX 35 donde cotizó desde el 24 de junio de 2019 hasta el 14 de septiembre de 2020. 
En agosto de 2021 Grupo MÁSMÓVIL completó con éxito una OPA sobre Euskaltel, convirtiéndose en su consejero delegado. Esta compañía también utiliza la marca Virgin Telco y es propietario 100% de los operadores regionales R y Telecable. 
En 2022, el Grupo MASMOVIL alcanzó un EBITDA de 1.199 millones de euros y unos ingresos por servicios de 2.647 millones de euros.
Desde la joint venture con Orange MASORANGE cuenta con 9 marcas principales nacionales (Orange, Yoigo, Jazztel, MASMOVIL, Simyo, Pepephone, Lebara, Lyca y Llamaya) y 5 regionales (Euskaltel, R , Telecable, Guuk y Embou).
Actualmente  MásOrange, es el mayor operador de telecomunicaciones en España por número de clientes con más de 38M de líneas entre banda ancha y móvil. Adicionalmente, ofrece para clientes particulares y empresas servicios de TV, seguros, energía, alarmas, financiación al consumo, salud, ciberseguridad y cloud.  

## Premios y reconocimientos
- Top Voice Linkedin[13]
- Los mejores CEO de 2023 de Forbes[14]
- Ejecutivo del año 2020 (Ejecutivo del año 2020) [15]
- Número 1 del MBA del IE (MBA 2000)
- Mejor Operador Móvil Virtual (2014)
- Los mejores CEO de 2017 de Forbes (2017 + 2018)[16]
- Directivo del año (2017) de ADSLZone[17]
- Mejor Emprendedor del Año (2018) Revista Emprendedores[18]